# تشانغبينج تشاو
تشانغبينج تشاو (بالصينية: 赵长鹏) هو رجل أعمال صيني كندي، والمؤسس والرئيس التنفيذي لشركة بينانس، أكبر بورصة للعملات الرقمية في العالم من حيث حجم التداول، وذلك اعتبارًا من أبريل 2018. كان تشاو سابقًا عضوًا في الفريق الذي طوّر موقع Blockchain.info، كما شغل منصب الرئيس التنفيذي للتكنولوجيا في OKCoin.

## النشأة
وُلِد تشاو في مقاطعة جيانغسو بالصين. في أواخر الثمانينيات، انتقل مع عائلته إلى فانكوفر، كولومبيا البريطانية، في كندا. كان والده أستاذًا جامعيًا في الصين قبل أن يُوصَف بأنه «موالٍ للبرجوازية» ويُنفى خارج البلاد. خلال سنوات مراهقته، ساهم تشاو في إعالة أسرته من خلال العمل في عدة وظائف في قطاع الخدمات، بما في ذلك العمل كموظف في ماكدونالدز.
التحق تشاو بجامعة مكغيل في مونتريال، كندا، حيث تخصص في علوم الكمبيوتر

## العمل
بعد التخرج، عمل تشاو في بورصة طوكيو وBloomberg Tradebook كمطور لأنظمة التداول، ثم أسس Fusion Systems في شنغهاي عام 2005، حيث طوّر أحد أسرع أنظمة التداول عالية التردد.
في 2013، دخل عالم العملات المشفرة، حيث عمل في Blockchain.info وكان مسؤول التكنولوجيا في OKCoin. وفي 2017، غادر OKCoin ليؤسس بينانس، التي أطلقها في يوليو بعد جمع 15 مليون دولار من عرض العملة الأولي. خلال ثمانية أشهر، أصبحت بينانس أكبر بورصة عملات رقمية من حيث حجم التداول.
في 2018، صنفته فوربس ثالث أغنى شخص في العملات المشفرة، وقدرت ثروته بـ1.1 مليار دولار. وبحلول 2023، تضخمت ثروته إلى 25 مليار دولار، متصدراً مليارديرات التشفير.